# Yūsuke Murayama
Yūsuke Murayama (japanisch 村山 祐介 Murayama Yūsuke; * 10. Juni 1981 in der Präfektur Shizuoka) ist ein ehemaliger japanischer Fußballspieler.

## Karriere
Murayama erlernte das Fußballspielen in der Jugendmannschaft von Júbilo Iwata und der Universitätsmannschaft der Kokushikan-Universität. Seinen ersten Vertrag unterschrieb er 2004 bei den Shonan Bellmare. Der Verein spielte in der zweithöchsten Liga des Landes, der J2 League. Für den Verein absolvierte er 96 Ligaspiele. 2007 wechselte er zum Erstligisten Omiya Ardija. Für den Verein absolvierte er 30 Erstligaspiele. 2010 wechselte er zum Zweitligisten Ōita Trinita. Für den Verein absolvierte er sieben Ligaspiele. Ende 2010 beendete er seine Karriere als Fußballspieler.